# Яроватка (село)
Яроватка (укр. Яроватка) — село в Уманском районе Черкасской области Украины.
Почтовый индекс — 20320. Телефонный код — 4744.

## Население
Население по переписи 2001 года составляло 271 человек.

### Языковой состав
Родной язык населения по данным переписи 2001 года:
| Язык       | Численность, чел. | Доля     |
| ---------- | ----------------- | -------- |
| Украинский | 267               | 98,52 %  |
| Молдавский | 3                 | 1,11 %   |
| Другое     | 1                 | 0,37 %   |
| Итого      | 271               | 100,00 % |

## Местный совет
20320, Черкасская обл., Уманский р-н, с. Ивановка, ул. Центральная 18